# Radulf de Thuringe
Pour les articles homonymes, voir Thuringe (homonymie).
 (mars 2022).
Radulf (Raoul ou Rodolphe) fut duc de Thuringe (dux Thoringiae) de 632 ou 633 (certainement avant 634) jusqu'à sa mort après 642.

## Biographie
Selon la Chronique de Frédégaire, il était le fils d'un certain Chamar, un aristocrate franc, et accéda au pouvoir sous le roi mérovingien Dagobert Ier, qui le nomma dux dans l'ancien royaume de Thuringe que la Francie avait conquis en 531.
Sa nomination visait à protéger la frontière orientale du royaume franc contre les Wends menaçants sous Samo, qui avaient vaincu le roi à la bataille de Wogastisburg en 631 et formé une alliance avec Dervan, prince des tribus sorabes s'installant dans la région adjacente à l'est de la rivière Saale. Radulf combattit avec succès les Slaves, mais ensuite refusa l'incorporation des territoires sécurisés dans le royaume d'Austrasie. Pour conserver son indépendance, il s'allia avec Fara, fils de Chrodoald et descendant de la puissante dynastie Agilolfing de Bavière qui régnait sur de vastes domaines le long du Main.
Vers 640, le roi Sigebert III d'Austrasie avec ses maires du palais, Adalgisel et Grimoald l'Ancien, marcha contre les insurgés et mit d'abord facilement en déroute les troupes de Fara, tandis que l'Agilolfing lui-même fut tué au combat. Atteignant cependant la Thuringe, le duc Radulf, retranché dans sa forteresse sur la rivière Unstrut, ne fut pas vaincu, en partie parce qu'il avait obtenu le soutien d'un nombre important de forces du roi. En 642, il se révolta contre Sigebert et battit son armée, prenant le titre de rex ou roi de Thuringe. Son succès est généralement considéré comme un indicateur du phénomène du roi fainéant et de l'échec des réalisations des Mérovingiens. Ses fils, Theotbald et Heden Ier, lui succèdent.